# Caupolicana specca
Caupolicana specca là một loài Hymenoptera trong họ Colletidae. Loài này được Snelling mô tả khoa học năm 1975.